# Gigantes con Vivi
Gigantes con Vivi fue un programa de televisión chileno que se emitió desde el año 2003, hasta el 2011 bajo la conducción de Vivi Kreutzberger. Desde sus inicios fue transmitido por Canal 13, pero desde el 24 de julio de 2010 se empezó a transmitir por Mega, hasta su suspensión en diciembre de 2011.

## Historia
Los inicios de Gigantes... se remontan al año 2002 con una versión estelar de Sábado Gigante, donde en un principio Vivi Kreutzberger debutó como animadora en agosto de 1999 presentando algunos segmentos realizados en Chile. Entonces, el canal decidió realizar un estelar hecho a la medida de la conocida hija de Don Francisco, el día 12 de abril de 2003, donde en el primer programa recibió un beso del fallecido exfutbolista y comentarista deportivo Eduardo Bonvallet. 
El programa volvería el día 9 de abril de 2005 ya que entre octubre de 2003 y marzo de ese año tuvo el nombre Gigantes Noche, aunque mantuvo el esquema de conversación de sus inicios, donde recibió como invitados a las entonces candidatas presidenciales Michelle Bachelet y Soledad Alvear, al cantante puertorriqueño Luis Fonsi y también tuvo la exclusiva de entrevistar al principal responsable de la Tragedia de Antuco. Durante mucho tiempo fue el primer lugar de sintonía de los sábados en la noche, lo que alzó a Vivi como una de las animadoras más destacadas de la televisión chilena.
Sin embargo en 2007, la baja de índice de audiencia obliga a una reformulación y en 2008 adopta el esquema de los talk show, como resultado inmediato recupera la sintonía. gracias a varias situaciones y a la sección de cámaras indiscretas de Los Care'Palo.
En marzo de 2009 llega otra reformulación y en su temporada agregan como coanimador a Daniel Valenzuela, el programa se centró en parejas amorosas anónimas o famosas y en un concurso de humoristas callejeros mezclado con las rutinas de los reunidos Millenium Show. Pero en sus primeros capítulos pierde ante Teatro en Chilevisión y vuelve al esquema de la conversación mezclados con sesiones de atractivas modelos y presentaciones de grupos de música ranchera y música tropical. Se dice que estos paulatinos cambios gatillaron la salida de Vivi Kreutzberger de la estación católica.
El 24 de julio de 2010 volvió el programa en su nueva casa televisiva, Mega. Su debut en la estación fue con el programa de concursos Identity, que fue bien evaluado dentro del canal privado.
En diciembre de 2011, Mega decidió cancelar el programa por razones estratégicas de rating.

## Secciones históricas
Algunas de las secciones con las que contó el programa fueron:
- Casi Protagonistas de la Fama (2003): Parodia del programa Protagonistas de la fama, realizada por el equipo del canal.
- La Granja, Pero la de al Lao (2005): Parodia del reality La granja, que contó con algunos eliminados del mencionado programa.
- Lost, Pero los de al Lao (2006): Parodia de la serie Lost, se trataba de la misma serie pero con falsos doblajes.
- Los Care'Palo (2008): Segmento de cámaras indiscretas donde varios personajes sacan de sus casillas a personas comunes y corrientes. Algunos de ellos son El Asustador, Don Sata, La Conejita (interpretada por Yamila Reyna) y El Hombre Extremo.
- Amenaza Gigante (2008): El periodista Pablo Zúñiga se encarga de recoger la opinión de alguna persona sobre un famoso, generalmente es una mala opinión, pero la sorpresa es cuando ese famoso se acerca al transeúnte donde cambia inmediatamente la percepción que tenía.
- Caída Libre (2010): Tres concursantes responden un cuestionario, el que no acierta cae al vacío en una especie de cuarto oscuro.
- La Misión (2010): Cada semana, los invitados cumplirán una misión a toda costa, el resultado se ve en el propio estudio del programa.
- Hácete'Esa (2010): Una especie de buscatalentos donde varias personas intentan imitar varias acrobacias, la mayoría igualando videos de YouTube. Es presentado por Willy Sabor, el jurado son dos invitados y Pablo Zúñiga.

## Invitados de la temporada en Canal 13
El programa contó con varios invitados, entre ellos:

### Cantantes
- Myriam Hernández
- Américo
- Luis Jara
- La Noche
- Natalino
- Proyecto Power
- Noche de Brujas
- Los Charros De la Comuna de Lumaco
- Kudai
- Grupo Gran Sismo Tropikal
- Alegría
- Ximena Abarca
- María Jimena Pereyra
- Mario Guerrero
- Daniela Castillo
- Mon Laferte
- Leandro Martínez
- Katherine Orellana
- Monkeyman
- Diego Torres
- Axel
- Garras de Amor
- Alexander Pires
- Juanes
- Delfín Quishpe
- Azúcar Moreno
- Paolo Meneguzzi
- Yuri
- Gloria Trevi (2005)
- Lucero
- Pedro Fernández
- Emmanuel
- La Tigresa del Oriente
- Luis Fonsi
- José Luis Rodríguez "El Puma"
- Franco de Vita

### Políticos
- Álvaro Escobar
- Ricardo Lagos
- Michelle Bachelet
- Sebastián Piñera
- Andrés Allamand
- Francisco de la Maza
- Alberto Cienfuegos
- Marco Enríquez-Ominami
- Joaquín Lavín
- Soledad Alvear
- Tomás Hirsch

### Actores
- Teresita Reyes
- Antonella Rios
- Antonia Santa María
- Benjamín Vicuña
- Carolina Arregui
- Héctor Morales
- Jorge Zabaleta
- María Elena Swett
- Catalina Guerra
- Paz Bascuñán
- Ingrid Cruz

### Presentadores de TV
- Eli de Caso
- Felipe Camiroaga
- Jorge Hevia
- José Miguel Viñuela
- Claudia Conserva
- Tonka Tomicic
- Karen Doggenweiler
- Jennifer Warner
- Leo Caprile
- Yamna Lobos
- Willy Sabor
- Sebastian Jiménez
- Cecilia Serrano
- Don Francisco
- Pedro Carcuro

### Deportistas
- Iván Zamorano
- Roberto Rojas
- Eduardo Bonvallet

### Humoristas
- Álvaro Salas
- Daniel Vilches
- Dinamita Show
- Paulo Iglesias
- Arturo Ruiz-Tagle
- Bombo Fica
- Ernesto Belloni
- Dino Gordillo
- Millenium Show

### Modelos
- María Isabel Indo, La Chabe
- Alejandra Díaz
- Alba Quezada
- Belén Hidalgo
- Francesca Cigna, Blanquita Nieves
- Lucila Vit
- Yamna Lobos

## Invitados de la temporada en Mega
| Programa | Fecha                    | Invitados                                                                          |
| -------- | ------------------------ | ---------------------------------------------------------------------------------- |
| 1        | 24 de julio de 2010      | Álvaro Salas Kike Morandé La Sonora de Tommy Rey Pablo Herrera                     |
| 2        | 31 de julio de 2010      | José Miguel Viñuela Javiera Pinto Douglas                                          |
| 3        | 7 de agosto de 2010      | Mauricio Flores Patricia Maldonado Victor Díaz, El Zafrada Difuntos Correa         |
| 4        | 14 de agosto de 2010     | Valentina Roth Juan Pablo Úbeda Daniel Guerrero                                    |
| 5        | 21 de agosto de 2010     | María José López Luis Jiménez Dino Gordillo Rodrigo Villegas de Los Cuatro Octavos |
| 6        | 28 de agosto de 2010     | Bombo Fica Andrés Velasco Mey Santamaría Carla Ochoa                               |
| 7        | 4 de septiembre de 2010  | Fernanda Urrejola Carola Oliva Juan Falcón Sonia Fried                             |
| 8        | 11 de septiembre de 2010 | Jhendelyn Núñez Luis Jara Hugo Varela Fernando Godoy Los Charros de Lumaco         |
| 9        | 25 de septiembre de 2010 | Bombo Fica Andrea Dellacasa Juan Carlos Valdivia                                   |
| 10       | 2 de octubre de 2010     | Mariana Marino Amerikan Sound                                                      |
| 11       | 9 de octubre de 2010     | Alejandra Díaz Ricardo Montaner                                                    |
| 12       | 16 de octubre de 2010    | Nydian Fabregat Los Vikings 5                                                      |